# ناکهولت
ناکهولت (به انگلیسی: Knockholt) یک روستا و محله مدنی در بریتانیا است که در Sevenoaks واقع شده‌است. ناکهولت ۱٬۲۲۲ نفر جمعیت دارد.